# GoForce
GoForce – linia procesorów graficznych firmy NVIDIA, stworzona z myślą o urządzeniach mobilnych (głównie telefony komórkowe).
Procesory te pozwalają na płynne odtwarzanie filmów czy gier do rozdzielczości wynoszącej maksymalnie 700 × 480. GoForce pozwala również na obsługę wysokiej jakości wszelkiego rodzaju grafiki i innych efektów specjalnych, przy czym maksymalny ich rozmiar to 10 milionów pikseli. Przede wszystkim procesor ten został stworzony z myślą o urządzeniach mobilnych, na których uruchomienie bardziej złożonej gry nie sprawi dzięki niemu żadnego problemu.

## Właściwości

### GoForce 2150
Zawiera wsparcie dla aparatu 1,3 megapiksela, wsparcie JPEG i akcelerację 2D.
Po ulepszeniu wspomaga 3-megapikselowy obraz.

### GoForce 3000/GoForce 4000
The GoForce 4000 wspiera 3-megapikselowy aparat, kodeki MPEG-4 część 2 i H.263, podczas gdy GoForce 3000 jest niskobudżetową wersją karty GoForce 4000 z okrojonymi właściwościami.

### GoForce 4500
Zawiera wsparcie dla grafiki 3D z procesorem geometrycznym i programowalnymi pixel shaderami, używany w konsoli Gizmondo.

### GoForce 4800
Wspomaga 3-Megapikselowy aparat i silnik graficzny 3D.

### GoForce 5500
GoForce 5500 jest procesorem multimedialnym. Potrafi kodować formaty audio i wideo, między innymi WMV, WMA, MP3, MP4, MPEG, JPEG i wspomaga H.264. Do tego zalicza się 24-bitowy 64-głosowy procesor muzyczny z wspomaganiem do 32 MB pamięci zewnętrznej, 10-megapikselowy aparat, i graficzny silnik 3D w wersji 2.

## Modele przyszłościowe

### GoForce 5300
Wyposażony w 2,25 MiB wbudowanej pamięci DRAM (eDRAM) w procesie 90 nm.

## Modele kart graficznych opartych nachipsecieGoForce
- GoForce 2150
- GoForce 3000
- GoForce 4000
- GoForce 4500
- GoForce 4800
- GoForce 5300
- GoForce 5500